# Уйти. Остаться. Жить
Антология «Уйти. Остаться. Жить» — мемориальное издание, регулярно выходящее с 2016 года и посвящённое поэтам, ушедшим молодыми во второй половине XX — начале XXI веков. Идея антологии выросла из Литературных чтений «Они ушли. Они остались», впервые проведённых в 2012 году поэтом, культуртрегером и критиком Борисом Кутенковым и журналистом, Президентом «Илья-Премии» Ириной Медведевой (1946—2016). Как признаются составители антологии, «публиковать стихи ушедших поэтов, а также аналитические тексты и мемуары о них — профессиональный долг живущих литераторов по отношению к ушедшим. Таким образом, в идее антологии сочетаются два фактора: благодарная память о человеке и поэте и анализ его творчества».
Первый том антологии «Уйти. Остаться. Жить» включил стихи около 30 поэтов, в числе которых Денис Новиков, Анна Горенко, Илья Тюрин, Алексей Сомов, Константэн Григорьев, Леонид Шевченко, Андрей Туркин, а также хронику Литературных Чтений «Они ушли. Они остались» 2012—2014 годов и теоретические материалы (Александра Лаврина, Виктора Куллэ и Лолы Звонарёвой) о проблеме молодости и ранней смерти применительно к постсоветскому периоду.
Среди авторов статей — Павел Басинский, Данила Давыдов, Людмила Вязмитинова, Наталия Черных, Андрей Коровин, Евгений Абдуллаев и другие ведущие российские литературные критики.
В начале 2019 года вышел второй том антологии, посвящённый поэтам, ушедшим молодыми в 1970-80-е годы. В книгу вошли стихи 49 авторов, литературоведческие статьи и мемуары о них. В числе
героев антологии — Леонид Аронзон, Александр Башлачёв, Леонид Губанов, Николай Рубцов, Геннадий Шпаликов, Дондок Улзытуев, Евгений Харитонов. Среди авторов статей — Михаил Айзенберг, Ольга Балла, Дмитрий Быков, Марина Кудимова, Илья Кукулин, Лев Наумов, Юрий Орлицкий, Наталья Горбаневская, Вениамин Каверин. Книги включают цветные вкладки: документальные фото с Литературных Чтений «Они ушли. Они остались» (в последний раз прошедших в 2019 году), автографы стихов и картины тех поэтов, которые были ещё и художниками.
Редколлегия издания: Борис Кутенков; поэт, культуртрегер, куратор проекта «Вселенная» Николай Милешкин; поэт, журналист, обозреватель книжного приложения к «Независимой газете» «НГ-Ex libris» Елена Семёнова (1975 - 2024) (до 2024 г.); Борис Кутенков, Николай Милешкин и поэт, филолог Елена Кукина (с 2024 г.)
В конце 2022 года в издательстве «Выргород» вышел третий том антологии, посвящённый поэтам, ушедшим молодыми в 1990-е годы. В книгу вошли стихи 35 авторов, литературоведческие статьи и мемуары о них. В числе героев антологии — Гоша Буренин, Макс Батурин, Веня Д’ркин, Александр Сопровский, Янка Дягилева, Катя Яровая. Среди авторов статей — Ольга Аникина, Ольга Балла, Данила Давыдов, Надя Делаланд, Евгений Евтушенко, Ирина Кадочникова, Владислав Кулаков, Александр Марков и другие. 
В 2019 году проект продолжился изданием книжной серии «Поэты Литературных чтений «Они ушли. Они остались», в которой выходят авторские сборники героев антологии, не имеющих репрезентативных изданий. В серии опубликованы книги Владимира Полетаева (1951—1970) «Прозрачный циферблат», Михаила Фельдмана (1952—1988) «Ещё одно имя Богу», Алексея Сомова (1976—2013) «Грубей и небесней», Гоши (Игоря) Буренина (1959—1995) «луна луна и ещё немного», Леонида Шевченко (1972 — 2002) «Забвению в лицо», Макса Батурина (1965 — 1997) «Гений офигений».
Статьи о поэтах антологии регулярно выходили на сайтах «Современная литература» («Уйти.
Остаться. Жить»: ведущие — поэт, литературный критик, главный редактор журнала «Крещатик» Елена Мордовина и Елена Семёнова) и «Pechorin.net» («Они ушли. Они остались»: ведущие — Елена Мордовина; поэт, критик, культуртрегер Ростислав Русаков; литературный критик, кандидат филологических наук Василий Геронимус).

## Критики о проекте
Во вполне определённом, политическом смысле почти все стоящие поэты 1970-х оказались маргиналами. Но и в этой маргинальной области, как выясняется, была своя обочина, за которую относило совсем уже одиночек. Бывшие раньше строчками примечаний, эпизодами малоизвестных мемуаров, теперь они снова получают право голоса — и за это составителям антологий «Уйти. Остаться. Жить» можно сказать спасибо.
Лев Оборин. Горький (сетевое издание)

Нельзя исключить и того, что поэт как «антенна», «уловитель колебаний» (Е. Ливи-Монастырская), в 70—80-е годы прошлого века не мог не ощущать подземные толчки грядущего землетрясения и гибели СССР. Сверхчувствительные души многих поэтов антологии откликались на эти сигналы. Кто-то буквально вибрировал в такт подземным энергиям, усиливая их (Вадим Делоне), кто-то стал ощущать хрупкость времени (Клав Элсберг), кто-то ушёл от гула социума, выбрав тень: «Скольжу тенями. / В сумерках мелькая. / И безымянность /Я успехом называю» (Николай Данелия-Соколов).
Мария Бушуева. «Литературная газета»

Антология «Уйти. Остаться. Жить» стреляет не точечно и прицельно, а по площадям с большим разбросом, но в пределах заявленных временных рамок. При этом качество материала — и стихов и статей — на высоком уровне, и, возможно, этот мемориал послужит кому-то из читателей дверью в современную русскую изящную словесность, благо поэты там есть на любой вкус. 1970-е годы, 1980-е, 1990-е и нулевые (а частично и 2010-е) составителями представлены. Будем ждать книги об авторах, погибших в следующие десятилетия. Сколько их будет?..

Константин Матросов. «Независимая газета»

Составители антологии сделали нечто, на мой взгляд, существенно более важное, чем ответы на какие бы то ни было вопросы: дали читателю возможность пережить уязвимость, единственность и драгоценность человеческого, по отношению к которому поэтическое — (всего лишь) очень высокая его степень, одна из максимальных его концентраций.
Ольга Гертман. Журнал «Дружба народов»